# Datia
Datia è una suddivisione dell'India, classificata come municipality, di 82.742 abitanti, capoluogo del distretto di Datia, nello stato federato del Madhya Pradesh. In base al numero di abitanti la città rientra nella classe II (da 50.000 a 99.999 persone).

## Geografia fisica
La città è situata a 25° 40' 0 N e 78° 28' 0 E e ha un'altitudine di 301 m s.l.m..

## Società

### Evoluzione demografica
Al censimento del 2001 la popolazione di Datia assommava a 82.742 persone, delle quali 43.961 maschi e 38.781 femmine. I bambini di età inferiore o uguale ai sei anni assommavano a 12.205, dei quali 6.453 maschi e 5.752 femmine. Infine, coloro che erano in grado di saper almeno leggere e scrivere erano 56.524, dei quali 33.122 maschi e 23.402 femmine.